# Brydebjerg-Krumsø Pastorat
Brydebjerg-Krumsø Pastorat er et pastorat i Lolland Østre Provsti, Lolland-Falsters Stift med de seks sogne:
- Døllefjelde Sogn
- Musse Sogn
- Herritslev Sogn
- Øster Ulslev Sogn
- Vester Ulslev Sogn
- Godsted Sogn

I pastoratet er der seks kirker
- Døllefjelde Kirke
- Musse Kirke
- Herritslev Kirke
- Øster Ulslev Kirke
- Vester Ulslev Kirke
- Godsted Kirke